# Mundera Bazar
Mundera Bazar es un pueblo y nagar Panchayat situado en el distrito de Gorakhpur en el estado de Uttar Pradesh (India). Su población es de 10818 habitantes (2011). 

## Demografía
Según el censo de 2011 la población de Mundera Bazar era de 10818 habitantes, de los cuales 5679 eran hombres y 5139 eran mujeres. Mundera Bazar tiene una tasa media de alfabetización del 82,31%, superior a la media estatal del 67,68%: la alfabetización masculina es del 87,93%, y la alfabetización femenina del 76,12%.